# Bärenklause-Kautzsch
Bärenklause-Kautzsch war von 1935 bis 1994 eine Gemeinde in Sachsen. Alle Gemeindeteile gehören heute zu Kreischa.

## Geographie
Bärenklause-Kautzsch befand sich südlich der Landeshauptstadt Dresden und nördlich von Kreischa.

### Nachbarorte
| Hänichen   | Babisnau                                    | Sobrigau    |
| Possendorf | Kompassrose, die auf Nachbargemeinden zeigt | Burgstädtel |
| Theisewitz | Kreischa                                    | Gombsen     |

## Geschichte
Bärenklause-Kautzsch entstand 1935 aus dem Zusammenschluss der vorher eigenständigen Orte Bärenklause und Kautzsch. Die Verwaltungszugehörigkeit lag anfangs bei der Amtshauptmannschaft Dippoldiswalde und ging 1952 in den Kreis Freital über. 1957 wurde die Nachbargemeinde Babisnau eingemeindet. Zum 1. März 1994 erfolgte die Auflösung von Bärenklause-Kautzsch durch die Eingliederung aller drei Gemeindeteile nach Kreischa, die seitdem eigene Ortsteile sind.

### Entwicklung der Einwohnerzahl
| Jahr | Einwohnerzahl |
| ---- | ------------- |
| 1939 | 320           |
| 1946 | 392           |
| 1950 | 393           |
| 1964 | 369           |
| 1990 | 256           |